# Хакуорт, Джон
Джон Кри́стофер Ха́куорт (англ. John Christopher Hackworth; 5 февраля 1970, Данидин, Флорида, США) — американский футбольный тренер.

## Биография

### Карьера игрока
В 1988—1989 годах Хакуорт играл за футбольную команду Бревардского колледжа. В 1990 году он перевёлся в Университет Уэйк-Форест, где играл за футбольную команду в 1991—1992 годах.
Выступал за любительский клуб «Каролина Кранч». В 1997 году Хакуорт сыграл один матч за клуб «Каролина Динамо» в Эй-лиге.

### Карьера тренера
В 1992 году Хакуорт работал ассистентом главного тренера в женской футбольной команде Университета Уэйк-Форест. Год спустя, 1993 году, стал ассистентом главного тренера мужской команды университета. В 1998 году Хакуорт возглавил футбольную команду Южно-Флоридского университета, где 28-летний специалист стал самым молодым главным тренером в первом дивизионе Национальной ассоциации студенческого спорта на тот момент. За четыре года работы привёл «Саут Флорида Буллз» к двум чемпионским титулам в Конференции США и двум выходам в турнир NCAA.
В 2002 году Хакуорт стал ассистентом главного тренера сборной США до 17 лет Джона Эллинджера. В 2004 году он сменил Эллинджера на посту главного тренера сборной. Возил команду на юношеские чемпионаты мира в 2005 и 2007 годах, на обоих турнирах выводя сборную в плей-офф.
После юношеского чемпионата мира 2007 присоединился к тренерскому штабу старшей сборной США в качестве ассистента главного тренера Боба Брэдли. Во время работы в национальной команде он также занимал должность технического директора Академии развития США.
9 ноября 2009 года Хакуорт вошёл в тренерский штаб новообразованного клуба MLS «Филадельфия Юнион» в качестве ассистента главного тренера Пётра Новака и координатора по развитию молодёжи. После увольнения Новака 13 июня 2012 года Хакуорту было поручено временно исполнять обязанности главного тренера клуба. 30 августа 2012 года Хакуорт был утверждён главным тренером «Филадельфии Юнион» на постоянной основе. 10 июня 2014 года Хакуорт был уволен из «Филадельфии Юнион», после того как клуб одержал всего три победы в первых 16 матчах сезона.
6 ноября 2014 года Хакуорт был назначен главным тренером сборной США до 15 лет. Также ассистировал Анди Херцогу в олимпийской сборной США.
23 декабря 2015 года Хакуорт во второй раз возглавил сборную США до 17 лет, сменив Ричи Уильямса. На юношеского чемпионата мира 2017 в Индии его команда дошла до четвертьфинала.
С декабря 2017 года по август 2018 года Хакуорт вернулся в качестве ассистента главного тренера в старшую сборную США.
2 августа 2018 года Хакуорт был назначен главным тренером клуба USL «Луисвилл Сити». В сезоне 2018 клуб стал чемпионом лиги. В сезоне 2019 клуб снова вышел в финал, но проиграл. Регулярный чемпионат сезона 2020 «Луисвилл Сити» закончил во главе Восточной конференции, выиграв шесть последних матчей, за что Хакуорт был назван тренером месяца в Чемпионшипе ЮСЛ за сентябрь/октябрь. 27 апреля 2021 года Хакуорт и «Луисвилл Сити» расторгли контракт по обоюдному согласию сторон.
1 октября 2021 года Хакуорт был нанят новообразованным клубом MLS «Сент-Луис Сити» на должность директора по тренерской работе. 14 января 2022 года было объявлено, что Хакуорт будет исполнять обязанности главного тренера «Сент-Луис Сити 2» в дебютном сезоне MLS Next Pro. 10 января 2023 года он вошёл в штаб главного тренера «Сент-Луис Сити» Брэдли Карнелла в качестве ассистента. 1 июля 2024 года Карнелл был уволен и на Хакуорта было возложено временное исполнение обязанностей главного тренера «Сент-Луис Сити».

### Личная жизнь
Сыновья Джона Хакуорта — Морган и Ларсен, стали футболистами.

## Достижения
Командные
 Луисвилл Сити
- Чемпион USL: 2018

Индивидуальные
- Тренер месяца в USL Championship: сентябрь/октябрь 2020